# تقوس الأظفار
تَقَوُّسُ الأَظْفار (بالإنجليزية: Platonychia)‏ هي حالة تتميَّز بظفرٍ عَريض ومُسَطَّحٍ على نحوٍ غير سويٍّ، وقد يُرى كجزءٍ من حالة صِبغيّ جَسَديّ سائِد بحيث تَنوجِد شُذوذات عديدة بالأظفار في أفراد من العائلة، وتُرى أيضًا في حالة عَوَز الحَديد.:786